# Zinf
 (janvier 2017).
Si vous disposez d'ouvrages ou d'articles de référence ou si vous connaissez des sites web de qualité traitant du thème abordé ici, merci de compléter l'article en donnant les références utiles à sa vérifiabilité et en les liant à la section « Notes et références ».
Zinf est un lecteur audio libre, qui peut composer et lire les sons aux formats dont les codecs sont accessibles par le logiciel.

## Avantages
- licence libre GNU GPL
- accessible sur un serveur (il n'est pas nécessaire d'installer un client peer-to-peer)
- pratique (il peut comme Winamp se compacter et se mettre en avant des autres fenêtres, cela dit, Zinf ne réduit pas l'écran)
- multiplate-forme (Linux, Windows - mais pas BSD ni Mac)
- peu gourmand en ressources
- accède aux radio internet
- lit les fichiers Vorbis, MP3, WAV.

## Inconvénients
- pas de tutoriel
- méconnu
- problèmes de gestion des thèmes
- n'évolue plus
- problème de lecture de fin des pistes Vorbis (sous Windows)

## Thèmes
Les thèmes de Zinf sont consultables à l'adresse suivante : .